# Mikhail Youdin
Mikhail Alekseevich Youdin (Sant Petersburg, 29 de setembre, 1893 - Kazan, 8 de febrer, 1948), va ser un compositor rus i soviètic, professor (1939) del Conservatori de Leningrad, professor del Conservatori de Kazan, Artista Honorat del Tàtar Autònom República Socialista Soviètica (1945).

## Biografia
El 1917 es va graduar amb èxit a la Facultat de Ciències Naturals de la Universitat de Petrograd. El 1923 es va graduar al Conservatori de Petrograd en classe de composició amb Aleksandr Matvéievitx Jitómirski.
El 1926-1942 va ensenyar al Conservatori de Leningrad (des del 1932 - professor associat, des del 1939 - professor), el 1925-1930 a l'escola tècnica del cor de la capella de Leningrad. Des de 1945 fou professor de la classe de composició i degà de la facultat de direcció i coral del Conservatori de Kazan.

## Obres principals
| Òperes - “Фарида” (1944) - "Через огонь" (1947) Vocal-simfònica - Rèquiem en memòria de S. M. Kirov (1935) - Cançó de primavera i alegria (1936) - Oratori heroic (1937) - Cantata "Sobre el Bàltic i Leningrad" (1943) Corals - Cantata de benvinguda (1934) - Guarding the Motherland (1939) - "Terra nativa" a les paraules K. Najmi (1944) Suites | - Suite russa (1926) - "Vint-i-sis" (1937) - Suite de primavera (1938) - Per país natal (1940) - Bogatyr Dobrynya Nikitich (1941) Concerts - Per a violí i orquestra (1934) - Per a orgue, orquestra de corda i 4 timbals (1934) - Concert grosso (1935) Simfònica - Simfonia (dedicada a Leningrad, 1943) Vocal - Cicle vocal "En memòria de Lenin" (1934) - Romanços i cançons basades en paraules de poetes tàtars (1942-47) |